# Felis
Felis (kočka) je rod kočkovitých šelem. Obsahuje 4 druhy a jeden domestikovaný druh, kočku domácí, která vznikla z kočky divoké. Do rodu Felis se ale někdy řadí v podstatě všechny malé kočky.[zdroj⁠?!]
Žijí v Africe, Evropě a Asii. Fosilně je rod Felis doložený od spodního pliocénu.

## Druhy
- kočka bažinná (Felis chaus)
- kočka černonohá (Felis nigripes)
- kočka pouštní (Felis margarita)
- kočka divoká (Felis silvestris)
- kočka domácí (Felis catus)

## Fosílie
Z pliocénu Itálie a Maďarska je známa dnes vyhynulá Felis lunensis. Je možné, že jde o předka kočky divoké, někdy je Felis lunensis uváděna jako její poddruh Felis silvestris lunensis.